# Estonia na Letnich Igrzyskach Olimpijskich 2020
Estonię na Letnich Igrzyskach Olimpijskich 2020 reprezentowało 33 zawodników: 19 mężczyzn i 14 kobiet. Był to 13 start reprezentacji Estonii na letnich igrzyskach olimpijskich.

## Zdobyte medale[3]
| Medal | Zawodnik                                                   | Dyscyplina | Konkurencja                 | Rezultat                                                                                                   | Data     |
| ----- | ---------------------------------------------------------- | ---------- | --------------------------- | --- | -------- |
| Złoto | Katrina Lehis, Erika Kirpu, Julia Beljajeva, Irina Embrich | Szermierka | szpada kobiet drużynowo     | W finale pokonały zespół Korei Południowej                                                                 | 27 lipca |
| Brąz  | Katrina Lehis                                              | Szermierka | szpada kobiet indywidualnie | W pojedynku o brązowy medal pokonała reprezentantkę Rosyjskiego komitetu Olimpijskiego Ajzanat Murtazajewą | 24 lipca |

## Skład kadry

### Badminton
| Zawodnik      | Konkurencja        | Faza grupowa                | Faza grupowa                      | Faza grupowa     | Pozycja | 1/8              | Ćwierćfinały     | Półfinały        | Finał            | Finał   | Źródło            |
| Zawodnik      | Konkurencja        | Przeciwnik Wynik            | Przeciwnik Wynik                  | Przeciwnik Wynik | Pozycja | Przeciwnik Wynik | Przeciwnik Wynik | Przeciwnik Wynik | Przeciwnik Wynik | Pozycja | Źródło            |
| ------------- | ------------------ | --------------------------- | --------------------------------- | ---------------- | ------- | ---------------- | ---------------- | ---------------- | ---------------- | ------- | ----------------- |
| Raul Must     | gra pojedyncza (m) | Chen Long 0-2 (10-21, 9-21) | Pablo Abián 0-2 (7-21, 11-21)     | N\A              | 3.      | NQ               | NQ               | NQ               | NQ               | 15.     | [ 4 ] [ 5 ] [ 6 ] |
| Kristin Kuuba | gra pojedyncza (k) | Macías 2-0 (21-19, 21-13)   | Ongbamrungphan 0-2 (16-21, 12-21) | N\A              | 2.      | NQ               | NQ               | NQ               | NQ               | 15.     | [ 7 ] [ 5 ] [ 8 ] |

### Jeździectwo
Ujeżdżenie
| Zawodnik       | Koń                      | Konkurencja | Grand Prix | Grand Prix | Grand Prix Special | Grand Prix Special | Finał | Finał | Źródło              |
| Zawodnik       | Koń                      | Konkurencja | Wynik      | Poz.       | Wynik              | Poz.               | Wynik | Poz.  | Źródło              |
| -------------- | ------------------------ | ----------- | ---------- | ---------- | ------------------ | ------------------ | ----- | ----- | ------------------- |
| Dina Ellermann | Ujeżdżenie indywidualnie | Donna Anna  | 65,435     | 49.        | NQ                 | NQ                 | NQ    | NQ    | [ 9 ] [ 10 ] [ 11 ] |

### Judo
| Zawodnik         | Konkurencja | 1/16                | 1/8                 | Ćwierćfinał         | Półfinał            | Repasaże            | Finał / 3.miejsce   | Finał / 3.miejsce | Źródła |
| Zawodnik         | Konkurencja | Przeciwniczka Wynik | Przeciwniczka Wynik | Przeciwniczka Wynik | Przeciwniczka Wynik | Przeciwniczka Wynik | Przeciwniczka Wynik | Pozycja           | Źródła |
| ---------------- | ----------- | ------------------- | ------------------- | ------------------- | ------------------- | ------------------- | ------------------- | ----------------- | ------ |
| Grigori Minaškin | -100 kg (m) | Otgonbaatar P 00-01 | NQ                  | NQ                  | NQ                  | NQ                  | NQ                  | 17.               | [ 12 ] |

### Kolarstwo

#### Kolarstwo szosowe
| Zawodnik      | Konkurencja                    | Czas     | Pozycja | Źródło |
| ------------- | ------------------------------ | -------- | ------- | ------ |
| Peeter Pruus  | wyścig ze startu wspólnego (m) | DNF      | DNF     | [ 13 ] |
| Tanel Kangert | wyścig ze startu wspólnego (m) | 6:15:38  | 46.     | [ 13 ] |
| Tanel Kangert | jazda indywidualna na czas (m) | 59:05,25 | 22.     | [ 13 ] |

#### Kolarstwo górskie
| Zawodnik    | Konkurencja       | Czas    | Pozycja | Źródło |
| ----------- | ----------------- | ------- | ------- | ------ |
| Janika Lõiv | cross-country (k) | 1:23:17 | 17.     | [ 14 ] |

### Lekkoatletyka
Konkurencje biegowe
| Zawodnik      | Konkurencja            | Eliminacje | Eliminacje | Półfinał | Półfinał | Finał   | Finał   | Źródło |
| Zawodnik      | Konkurencja            | Wynik      | Miejsce    | Wynik    | Miejsce  | Wynik   | Miejsce | Źródło |
| ------------- | ---------------------- | ---------- | ---------- | -------- | -------- | ------- | ------- | ------ |
| Rasmus Mägi   | 400 m przez płotki (m) | 48,73      | 2.         | 48,36    | 2.       | 48,11   | 7.      | [ 15 ] |
| Tiidrek Nurme | maraton (m)            | N/A        | N/A        | N/A      | N/A      | 2:16:16 | 27.     | [ 16 ] |
| Roman Fosti   | maraton (m)            | N/A        | N/A        | N/A      | N/A      | 2:25:37 | 68.     | [ 16 ] |

Konkurencje techniczne
| Zawodnik      | Konkurencja    | Kwalifikacje | Kwalifikacje | Finał | Finał   | Źródło |
| Zawodnik      | Konkurencja    | Wynik        | Miejsce      | Wynik | Miejsce | Źródło |
| ------------- | -------------- | ------------ | ------------ | ----- | ------- | ------ |
| Ksenija Balta | skok w dal (k) | NM           | –            | NQ    | NQ      | [ 17 ] |

Wieloboje
Dziesięciobój
| Zawodnik     | Konkurencja | 100 m | LJ   | SP    | HJ   | 400 m | 110H  | DT    | PV   | JT    | 1500 m  | Razem | Pozycja | Źródło |
| ------------ | ----------- | ----- | ---- | ----- | ---- | ----- | ----- | ----- | ---- | ----- | ------- | ----- | ------- | ------ |
| Johannes Erm | Rezultat    | 11,04 | 7,36 | 14,60 | 1,99 | 48,25 | 14,55 | 45,72 | 4,80 | 58,41 | 4:28,42 | 8213  | 11.     | [ 18 ] |
| Johannes Erm | Punkty      | 852   | 900  | 765   | 794  | 897   | 905   | 782   | 849  | 714   | 755     | 8213  | 11.     | [ 18 ] |
| Maicel Uibo  | Rezultat    | 11,32 | 7,37 | 13,95 | 2,02 | 50,82 | 14,83 | 46,38 | 5,50 | 50,64 | 4:38,64 | 8037  | 15.     | [ 18 ] |
| Maicel Uibo  | Punkty      | 791   | 903  | 725   | 822  | 777   | 870   | 795   | 1067 | 598   | 689     | 8037  | 15.     | [ 18 ] |
| Karel Tilga  | Rezultat    | 11,31 | 6,77 | 15,25 | 2,02 | 50,48 | 16,10 | 41,31 | NM   | 73,36 | 4:38,24 | 7018  | 20.     | [ 18 ] |
| Karel Tilga  | Punkty      | 793   | 760  | 805   | 822  | 793   | 722   | 691   | 0    | 941   | 691     | 7018  | 20.     | [ 18 ] |

### Łucznictwo
| Zawodnik     | Konkurencja       | Runda rankingowa | Runda rankingowa | 1/32             | 1/16              | 1/8              | Ćwierćfinały     | Półfinały        | Finał            | Finał   | Źródło               |
| Zawodnik     | Konkurencja       | Wynik            | Miejsce          | Przeciwnik Wynik | Przeciwnik Wynik  | Przeciwnik Wynik | Przeciwnik Wynik | Przeciwnik Wynik | Przeciwnik Wynik | Pozycja | Źródło               |
| ------------ | ----------------- | ---------------- | ---------------- | ---------------- | ----------------- | ---------------- | ---------------- | ---------------- | ---------------- | ------- | -------------------- |
| Reena Pärnat | indywidualnie (k) | 626              | 53.              | Baránková W 6-4  | Lin Chia-en P 3-7 | NQ               | NQ               | NQ               | NQ               | 17.     | [ 19 ] [ 20 ] [ 21 ] |

### Pływanie
| Zawodnik        | Konkurencja          | Eliminacje | Eliminacje | Półfinał | Półfinał | Finał | Finał   | Źródło               |
| Zawodnik        | Konkurencja          | Czas       | Miejsce    | Czas     | Miejsce  | Czas  | Miejsce | Źródło               |
| --------------- | -------------------- | ---------- | ---------- | -------- | -------- | ----- | ------- | -------------------- |
| Kregor Zirk     | 200 m dowolnym (m)   | 1:46,10    | 11.        | 1:46,67  | 13.      | NQ    | NQ      | [ 22 ] [ 23 ]        |
| Kregor Zirk     | 400 m dowolnym (m)   | 3:47,05    | 15.        | N/A      | N/A      | NQ    | NQ      | [ 24 ]               |
| Kregor Zirk     | 100 m motylkowym (m) | 52,82      | 41.        | NQ       | NQ       | NQ    | NQ      | [ 25 ]               |
| Kregor Zirk     | 200 m motylkowym (m) | 1:57,26    | 25.        | NQ       | NQ       | NQ    | NQ      | [ 26 ]               |
| Martin Allikvee | 200 m klasycznym (m) | 2:12,60    | 25.        | NQ       | NQ       | NQ    | NQ      | [ 27 ] [ 28 ] [ 29 ] |
| Eneli Jefimova  | 100 m klasycznym (k) | 1:06,79    | 14.        | 1:07,58  | 16.      | NQ    | NQ      | [ 30 ] [ 31 ]        |
| Eneli Jefimova  | 200 m klasycznym (k) | 2:27,87    | 27.        | NQ       | NQ       | NQ    | NQ      | [ 32 ]               |

### Strzelectwo
| Zawodnik     | Konkurencja                 | Kwalifikacje | Kwalifikacje | Finał | Finał   | Źródło        |
| Zawodnik     | Konkurencja                 | Wynik        | Pozycja      | Wynik | Pozycja | Źródło        |
| ------------ | --------------------------- | ------------ | ------------ | ----- | ------- | ------------- |
| Peter Oleesk | pistolet pneumatyczny (m)   | 564,8x       | 33.          | NQ    | NQ      | [ 33 ] [ 34 ] |
| Peter Oleesk | pistolet szybkostrzelny (m) | 572-11x      | 19.          | NQ    | NQ      | [ 35 ] [ 36 ] |

### Szermierka
| Zawodnik                                                | Konkurencja              | 1/32             | 1/16               | 1/8              | Ćwierćfinały     | Półfinały        | Finał/o 3. miejsce         | Finał/o 3. miejsce | Źródło |
| Zawodnik                                                | Konkurencja              | Przeciwnik Wynik | Przeciwnik Wynik   | Przeciwnik Wynik | Przeciwnik Wynik | Przeciwnik Wynik | Przeciwnik Wynik           | Pozycja            | Źródło |
| ------------------------------------------------------- | ------------------------ | ---------------- | ------------------ | ---------------- | ---------------- | ---------------- | -------------------------- | ------------------ | ------ |
| Katrina Lehis                                           | szpada indywidualnie (k) | Bye              | Trzebińska W 11-10 | Navarria W 15-10 | Fiamingo W 15-7  | Popescu P 11-15  | Murtazajewa W 15-8         | brąz               | [ 37 ] |
| Erika Kirpu                                             | szpada indywidualnie (k) | Bye              | Hurley P 14-15     | NQ               | NQ               | NQ               | NQ                         | 25.                | [ 37 ] |
| Julia Beljajeva                                         | szpada indywidualnie (k) | Bye              | Vitalis W 15-5     | Satō W 15-10     | Popescu P 8-15   | NQ               | NQ                         | 7.                 | [ 37 ] |
| Katrina Lehis Erika Kirpu Julia Beljajeva Irina Embrich | szpada drużynowo (k)     | N/A              | N/A                | N/A              | Polska · W 29-26 | Włochy · W 42-34 | Korea Południowa · W 36-32 | złoto              | [ 38 ] |

### Tenis ziemny
| Zawodnik        | Konkurencja | Pierwsza runda          | Druga runda      | Trzecia runda    | Ćwierćfinały     | Półfinały        | Finał            | Finał   | Źródło |
| Zawodnik        | Konkurencja | Przeciwnik Wynik        | Przeciwnik Wynik | Przeciwnik Wynik | Przeciwnik Wynik | Przeciwnik Wynik | Przeciwnik Wynik | Pozycja | Źródło |
| --------------- | ----------- | ----------------------- | ---------------- | ---------------- | ---------------- | ---------------- | ---------------- | ------- | ------ |
| Anett Kontaveit | singiel (k) | Sakari P 0-2 (5:7, 2:6) | NQ               | NQ               | NQ               | NQ               | NQ               | 33.     | [ 39 ] |

### Triathlon
| Zawodnik      | Konkurencja | Pływanie | Zmiana 1 | Jazda na rowerze | Zmiana 2         | Bieg             | Czas             | Pozycja          | Źródło |
| ------------- | ----------- | -------- | -------- | ---------------- | ---------------- | ---------------- | ---------------- | ---------------- | ------ |
| Kaidi Kivioja | kobiety     | 21:40    | 0:48     | okrążenie straty | okrążenie straty | okrążenie straty | okrążenie straty | okrążenie straty | [ 40 ] |

### Wioślarstwo
| Zawodnik                                                | Konkurencja | Eliminacje | Eliminacje | Repasaż | Repasaż | Półfinały | Półfinały | Finał   | Finał      | Miejsce | Źródło |
| Zawodnik                                                | Konkurencja | Czas       | M.         | Czas    | M.      | Czas      | M.        | Czas    | M.         | Miejsce | Źródło |
| ------------------------------------------------------- | ----------- | ---------- | ---------- | ------- | ------- | --------- | --------- | ------- | ---------- | ------- | ------ |
| Jüri-Mikk Udam Allar Raja Tõnu Endrekson Kaspar Taimsoo | M4x         | 5:47,12    | 3.         | 5:56,52 | 2.      | N/A       | N/A       | 5:38,58 | 6. Finał A | 6.      | [ 41 ] |

### Zapasy
| Zawodnik      | Konkurencja                     | 1/8              | Ćwierćfinał      | Półfinał         | Repesaż 1        | Finał            | Finał   | Źródło |
| Zawodnik      | Konkurencja                     | Przeciwnik Wynik | Przeciwnik Wynik | Przeciwnik Wynik | Przeciwnik Wynik | Przeciwnik Wynik | Pozycja | Źródło |
| ------------- | ------------------------------- | ---------------- | ---------------- | ---------------- | ---------------- | ---------------- | ------- | ------ |
| Artur Vititin | -130 kg mężczyzn styl klasyczny | Abdullayev P 0-8 | NQ               | NQ               | NQ               | NQ               | 15.     | [ 42 ] |
| Epp Mäe       | -76 kg kobiet styl wolny        | Wiebe W 5-4      | Minagawa P 0-3   | NQ               | NQ               | NQ               | 8.      | [ 43 ] |

### Żeglarstwo
| Zawodnik          | Konkurencja | Wyścig | Wyścig | Wyścig | Wyścig | Wyścig | Wyścig | Wyścig | Wyścig | Wyścig | Wyścig | Wyścig | Wyścig | Wyścig | Punkty | Finałowa pozycja | Źródło |
| Zawodnik          | Konkurencja | 1      | 2      | 3      | 4      | 5      | 6      | 7      | 8      | 9      | 10     | 11     | 12     | M*     | Punkty | Finałowa pozycja | Źródło |
| ----------------- | ----------- | ------ | ------ | ------ | ------ | ------ | ------ | ------ | ------ | ------ | ------ | ------ | ------ | ------ | ------ | ---------------- | ------ |
| Ingrid Puusta     | RS:X        | 15     | 12     | 16     | 10     | 14     | 17     | 17     | 17     | 17     | 18     | 13     | 18     | NQ     | 166    | 16.              | [ 44 ] |
| Karl-Martin Rammo | Laser       | 16     | 13     | 19     | 8      | 1      | 21     | 12     | 25     | 1      | 26     | N/A    | N/A    | NQ     | 116    | 15.              | [ 45 ] |

M – Wyścig medalowy